# 보아르네가

보아르네 가(프랑스어: Maison de Beauharnais)는 프랑스의 귀족 가문이다. 나폴레옹의 집권과 함께 유럽의 각 왕가와 혼인 관계를 맺으며 유명해졌다.
1779년, 알렉상드르 드 보아르네 자작은 조제핀 드 보아르네와 결혼해 외젠과 오르탕스 남매를 낳았다. 외젠과 오르탕스는 조제핀의 재혼으로 인해 나폴레옹의 양자가 되었고 외젠은 바이에른 공주 아우구스테의 남편이, 오르탕스는 네덜란드의 왕비가 되었다. 오르탕스의 남편은 나폴레옹의 남동생 루이 보나파르트였는데 두 사람 사이에서 나폴레옹 3세가 태어났다.

## 보아르네 가문 출신의 인물들
- 조제핀 드 보아르네(1763~1814) 알렉상드르 드 보아르네의 아내(나폴레옹과 재혼)
  - 외젠 드 보아르네(1781~1824) 알렉상드르 드 보아르네의 아들. 로이히텐베르크 공.
    - 조제핀 드 보아르네 (스웨덴 왕비)(1807~1876) 외젠의 딸.
    - 오귀스트 드 보아르네(1810~1835) 외젠의 장남. 포르투갈 여왕 마리아 2세의 남편.
    - 아멜리 드 보아르네(1812~1873) 외젠의 셋째딸. 브라질의 황후.
    - 막시밀리앙 드 보아르네(1817~1852) 외젠의 차남. 로이히텐베르크 공.

  - 오르탕스 드 보아르네(1783~1837) 네덜란드의 왕비.
- 스테파니 드 보아르네(1789~1860) 알렉상드르 드 보아르네의 당질녀. 바덴 대공비.